# Didymodon spathulatus
Didymodon spathulatus là một loài Rêu trong họ Pottiaceae. Loài này được (Wahlenb.) De Not. mô tả khoa học đầu tiên năm 1836.